# كفار داروم
كفار داروم هي مستوطنة أنشئت على أراضي مدينة دير البلح عام 1971 م ضمن مجمع مستوطنات غوش قطيف، على الطريق الرئيسي الواصل بين رفح وخان يونس وغزة وإلى الشرق مباشرة على جانب الطريق العام، على بعد 500 متر من دير البلح وعلى بعد 3 كم شرق البحر المتوسط و3 كم غرب الخط الأخضر (خط الهدنة).
بدأت المستوطنة بمساحة تقدر حوالي عشرين دونماً من الأراضي التي تم احتلالها بعد عام 1967 حيث قامت قوات الاحتلال الإسرائيلي على مدى السنوات بعملية ضم لأراضي المواطنين الفلسطينيين المحيطة بالمنطقة حيث أقامت جسراً بطول 70 متر ليربط بين الجانبين الغربي للمستوطنة والذي يعرف بالمزرعة بالجزء الشرقي منها وهو المستوطنة بأكملها. بعد عام 1972 قامت السلطات العسكرية الإسرائيلية بتوسيع حدود المستوطنة من جهة الشرق لتضيف إليها حوالي 200 دونما من الأراضي الزراعية حتى أصبحت مساحة المستوطنة 240 دونم.
في ظل الانتفاضة الأولى والثانية تم مصادرة المئات من الدونمات من المواطنين الفلسطينيين لتبلغ مساحة مستوطنة كفار داروم الإجمالية 632 دونما.
في أغسطس 2005 م تم إخلاء المستوطنة مع بقية مستوطنات قطاع غزة تحت ما سمي بخطة إسرائيل أحادية الجانب. بلغ عدد سكان المستوطنة قبل الإخلاء حوالي 73 عائلة إسرائيلية ما يقدر بـ491 مستوطنا (أريج 2005 ) وكان فيها مصنعا لتعليب الخضروات، بئرا للمياه، مكاتب، عيادة للإسعافات، وملعب كرة.